# زاوري ماخارادزي
زاوري ماخارادزي (بالأوكرانية: Махарадзе Заурі Анзорович)‏ (24 مارس 1993 ببالتا في أوكرانيا - ) هو لاعب كرة قدم أوكراني في مركز حراسة المرمى. شارك مع منتخب أوكرانيا تحت 16 سنة لكرة القدم ومنتخب أوكرانيا تحت 17 سنة لكرة القدم ومنتخب أوكرانيا تحت 18 سنة لكرة القدم ومنتخب أوكرانيا تحت 21 سنة لكرة القدم. أما مع النوادي، فقد لعب مع أولمبيك دونيتسك.

## وصلات خارجية
- زاوري ماخارادزي على موقع الاتحاد الأوربي (الإنجليزية)
- زاوري ماخارادزي على موقع اتحاد أوكرانيا (الإنجليزية)
- زاوري ماخارادزي على موقع قاعدة بيانات كرة القدم.إي يو (الإنجليزية)
- زاوري ماخارادزي على موقع Soccerway.com (الإنجليزية)
- زاوري ماخارادزي على موقع عالم كرة القدم.نت (الإنجليزية)